# Zagrebački kvartet
Zagrebački kvartet najstariji je hrvatski komorni ansambl, osnovan 1919. godine.
Gudački kvartet je nastupao u brojnim znamenitim koncertnim dvoranama širom svijeta poput Sydney Opera House, New York UN Concert Hall, Berlin Schauspielhaus, London St. John Smith Sq. i mnogim drugima. U svojoj bogatoj glazbenoj karijeri izdali su preko 40 gramofonskih ploča i dobitnici su brojnih domaćih i inozemnih nagrada. Godine 2007. dobili su diskografsku nagradu Porin za životno djelo.

## Povijest sastava
Zagrebački kvartet 1919. godine utemeljili su Vaclav Huml, Ladislav Miranov, Milan Graf i Umberto Fabbri. U razdoblju do 1943. godine u Kvartetu nastupaju mnogi istaknuti glazbenici, među kojima su Dragutin Arany, Zlatko Topolski te Stjepan Šulek. Kvartet 1954. godine ponovno utemeljuju Josip Klima, Tomislav Šestak, Dušan Stranić i Zvonimir Pomykalo i time započinje drugo razdoblje Zagrebačkog kvarteta. Tijekom sljedeća četiri desetljeća kroz Kvartet prolaze mnogi glazbenici, a među njima su i Zlatko Balija, Fred Kiefer, Josip Stojanović, Ivan Kuzmić, Đorđe Trkulja, Marija Cobenzl, Goran Bakrač i mnogi drugi. Kvartet je nastupao po čitavom svijetu i svirao u znamenitim koncertnim dvoranama poput Sydney Opera House, New York UN Concert Hall, Berlin Schauspielhaus, London St. John Smith Sq. i mnogim drugima. Od 1920. godine mnogi domaći i inozemni skladatelji svoja su djela posvetili Zagrebačkom kvartetu. Tijekom svoje glazbene karijere Kvartet je objavio preko 40 gramofonskih ploča i time trajno skrbe za domaće glazbeno stvaralaštvo.
Uz ansambl su nastupali istaknuti i proslavljeni glazbenici poput Ruže Pospiš-Baldani, Dunje Vejzović, Vladimira Ruždjaka, Stephena Kovacevicha, Vladimira Krpana, Ide Gamulin, Sergia Delmestra, Riccarda Caramelle i Lazara Bergmana. 2004. godine Zagrebački kvartet obilježio je 85 godina svoga djelovanja izvedbama svih gudačkih kvarteta i kvinteta Dmitrija Šostakoviča, te mnogobrojne uspjehe zaokružio ciklusom Riznica hrvatske kvartetske glazbe.
Zagrebački kvartet danas čine istaknuti glazbenici Marin Maras, braća Davor i Hrvoje Philips te Martin Jordan.

## Sezone
- U sezoni 1994./'95. Kvartet nastupa u brojnim koncertnim dvoranama širom svijeta od kojih su neke New York UN Concert Hall, Berlin Schauspielhaus, London St. John Smith Sq i mnoge druge.

- U sezoni 1997./'98. nastupaju u New Delhiju povodom 50. obljetnice nezavisnosti Indije, održavaju koncerte u Amsterdamu u Concertgebouw, u Kini, na festivalu u Berlinu, u Beethovenhausu u Bonnu, te na turnejama u Italiji, Velikoj Britaniji, Španjolskoj i Francuskoj.

- U sezoni 1999/2000. Zagrebački kvartet obilježava 80 godina djelovanja izvedbom "Die Kunst der Fuge" Johanna Sebastiana Bacha, te završava snimanje kvarteta Ludwiga van Beethovena. Snimaju televizijske emisije u Izraelu i Njemačkoj, a na festivalu u Comu integralno izvode kvartete Ludwiga van Beethovena. Za vrijeme turneje po Izraelu, skladatelj Daniela Galaya posvetio im je veliko djelo za gudački kvartet, praizvedeno u Vukovaru. Nakon toga objavljuju i CD s tonskim zapisom iz kripte crkve sv. Ane, u kojoj je prema predaji rođena Blažena Djevica Marija.

- U sezoni 2001./'02. Izvode djela istaknutih živućih hrvatskih skladatelja (Frane Parača, Ive Josipovića, Anđelka Klobučara), a za tu je prigodu osiguran izravan prijenos preko Iskon interneta preko kojega je organizirano slušanje u nekoliko europskih zemalja te u Americi. Autorskim večerima predstavljaju djela Borisa Papandopula, Jurja Stahuljaka, Stjepana Šuleka i Dore Pejačević.

- U sezoni 2008./'09. Kvartet će obilježiti 90 godina svoga djelovanja nizom koncerata. 25. studenog 2008. godine održali su koncert u Hrvatskom glazbenom zavodu u Zagrebu, gdje su izveli djela za gudački kvartet Josipovića (Ars diaboli), Haydna i Šostakovića.

## Nagrade
Zagrebački kvartet dobitnik je brojnih domaćih i inozemnih glazbenih nagrada. Članovi Kvarteta proglašeni su 1994. godine počasnim građanima povijesne Granade, kada su primili nagradu "Granada Historicay Cultural". Odlikovan je svim domaćim glazbenim nagradama, a između ostalih ističu se:
- Nagrada Milka Trnina (nagrada 1962., diploma 1994.)
- Nagrada Josip Štolcer Slavenski (1972.)
- Nagrada Vladimir Nazor - godišnja (1965., 1979.)
- Nagrada Vatroslav Lisinski (2002.)
- Nagrada Andrija Patricij Petrić Osorskih glazbenih večeri (2002.)
- Povelja HUOKU - za doprinos razvoju orkestralne i komorne glazbe (1999.)
- Zlatna plaketa HUOKU (2004.)
- Diskografska nagrada Porin - za poseban doprinos hrvatskoj glazbenoj kulturi (2000.).
- Nagrada Vladimir Nazor - za životno djelo (2009.)[3]

## Vanjske poveznice

### Sestrinski projekti
|  | Zajednički poslužitelj ima još gradiva o temi Zagrebački kvartet |

### Mrežna sjedišta
- Zagrebački kvartet - službene stranice (hrv.) (engl.)
- Hrvatska udruga orkestralnih i komornih umjetnika (HUOKU)  Arhivirana inačica izvorne stranice od 22. veljače 2008. (Wayback Machine) - Zagrebački kvartet